# 王玉吉
王玉吉，旅大人，中华人民共和国政治人物。
担任旅大市市特等劳模、大连港王玉吉小组组长。1954年，当选第一届全国人民代表大会代表。